# Битва при Очо-Риос
Битва при Очо-Риос — сражение на острове Ямайка 30 октября 1657 году между испанскими войсками под командованием Кристобаля Арнальдо Исаси, рассчитывавшими вернуть остров под испанский контроль, и английскими оккупационными войсками под командованием губернатора Эдварда д'Ойли.

## Ход конфликта
Англичане заняли Ямайку в 1655 году, но уже вскоре их численность на острове сильно сократилась из-за эпидемий. В 1655 году для командования оккупационными войсками на Ямайку прибыл генерал Роберт Седжвик, но в том же году он умер от лихорадки. Его сменил генерал Уильям Брейн, но и он умер от болезни в 1656 году, и ему на смену был прислан генерал Эдвард д'Ойли, который в отличие от предшественников уже был акклиматизирован к суровым тропическим условиям острова.
Два года после английского вторжения Кристобаль Арнальдо Исаси, провозглашённый испанцами губернатором острова в 1656 году, но реально не имевший власти, прятался в горах во главе бежавших от англичан рабов — марунов. Он просил от администрации Кубы отправить ему войска, чтобы вернуть остров под власть Испании. Наконец, подкрепление с Кубы прибыло и высадилось в Лас-Чоррерос (ныне Очо-Риос). Исаси собрал под своей рукой в общей сложности почти 300 солдат и около 100 ополченцев и партизан. Д'Ойли, получивший информацию об испанском десанте, решил нанести превентивный удар. Он отбыл на север острова во главе около 900 ополченцев и недалеко от Очо-Риос, у водопадов Даннс-Ривер, атаковал испанцев. В результате короткого боя испанцы были разбиты. Исаси бежал обратно в горы, а остальная часть испанского войска была пленена и впоследствии репатриирована обратно на Кубу в соответствии с условиями заключённого договора.
Исаси вновь попытался изгнать англичан с острова в 1658 году, но был разбит при Рио-Нуэво.